# Selección femenina de fútbol de Tonga
La selección femenina de fútbol de Tonga es el equipo representativo de dicho país en las competiciones oficiales. Su organización está a cargo de la Asociación de Fútbol de Tonga, miembro de la OFC y la FIFA.
A pesar de haber disputado su primer partido recién en 2003, obtuvo en una ocasión el tercer lugar en la Copa de Naciones Femenina de la OFC, y una vez la medalla de plata en los Juegos del Pacífico.

## Últimos y próximos encuentros
Actualizado al último partido jugado el 13 de febrero de 2024
| Fecha      | Ciudad  | Local         | Resultado | Visitante | Competición                      |
| ---------- | ------- | ------------- | --------- | --------- | -------------------------------- |
| 21-11-2023 | Honiara | Tonga         | 2:2       | Tahití    | Juegos del Pacífico 2023         |
| 24-11-2023 | Honiara | Samoa         | 4:1       | Tonga     | Juegos del Pacífico 2023         |
| 28-11-2023 | Honiara | Islas Salomón | 1:0       | Tonga     | Juegos del Pacífico 2023         |
| 01-12-2023 | Honiara | Tahití        | 0:2       | Tonga     | Juegos del Pacífico 2023         |
| 07-02-2024 | Apia    | Nueva Zelanda | 3:0       | Tonga     | Torneo Preolímpico Femenino 2024 |
| 10-02-2024 | Apia    | Tonga         | 2:1       | Vanuatu   | Torneo Preolímpico Femenino 2024 |
| 13-02-2024 | Apia    | Tonga         | 0:2       | Samoa     | Torneo Preolímpico Femenino 2024 |

## Estadísticas

### Copa Mundial Femenina de Fútbol
| Copa Mundial Femenina de Fútbol | Copa Mundial Femenina de Fútbol | Copa Mundial Femenina de Fútbol | Copa Mundial Femenina de Fútbol | Copa Mundial Femenina de Fútbol | Copa Mundial Femenina de Fútbol | Copa Mundial Femenina de Fútbol | Copa Mundial Femenina de Fútbol | Copa Mundial Femenina de Fútbol | Copa Mundial Femenina de Fútbol |
| Año                             | Ronda                           | Pos.                            | J                               | G                               | E                               | P                               | GF                              | GC                              | DG                              |
| ------------------------------- | ------------------------------- | ------------------------------- | ------------------------------- | ------------------------------- | ------------------------------- | ------------------------------- | ------------------------------- | ------------------------------- | ------------------------------- |
| 1991                            | No existía la selección         | No existía la selección         | No existía la selección         | No existía la selección         | No existía la selección         | No existía la selección         | No existía la selección         | No existía la selección         | No existía la selección         |
| 1995                            | No existía la selección         | No existía la selección         | No existía la selección         | No existía la selección         | No existía la selección         | No existía la selección         | No existía la selección         | No existía la selección         | No existía la selección         |
| 1999                            | No existía la selección         | No existía la selección         | No existía la selección         | No existía la selección         | No existía la selección         | No existía la selección         | No existía la selección         | No existía la selección         | No existía la selección         |
| 2003                            | No participó                    | No participó                    | No participó                    | No participó                    | No participó                    | No participó                    | No participó                    | No participó                    | No participó                    |
| 2007                            | No clasificó                    | No clasificó                    | No clasificó                    | No clasificó                    | No clasificó                    | No clasificó                    | No clasificó                    | No clasificó                    | No clasificó                    |
| 2011                            | No clasificó                    | No clasificó                    | No clasificó                    | No clasificó                    | No clasificó                    | No clasificó                    | No clasificó                    | No clasificó                    | No clasificó                    |
| 2015                            | No clasificó                    | No clasificó                    | No clasificó                    | No clasificó                    | No clasificó                    | No clasificó                    | No clasificó                    | No clasificó                    | No clasificó                    |
| 2019                            | No clasificó                    | No clasificó                    | No clasificó                    | No clasificó                    | No clasificó                    | No clasificó                    | No clasificó                    | No clasificó                    | No clasificó                    |
| 2023                            | No clasificó                    | No clasificó                    | No clasificó                    | No clasificó                    | No clasificó                    | No clasificó                    | No clasificó                    | No clasificó                    | No clasificó                    |
| 2027                            | Por disputarse                  | Por disputarse                  | Por disputarse                  | Por disputarse                  | Por disputarse                  | Por disputarse                  | Por disputarse                  | Por disputarse                  | Por disputarse                  |
| Total                           | 0/9                             | -                               | -                               | -                               | -                               | -                               | -                               | -                               | -                               |

### Copa de Naciones de la OFC
| Copa de Naciones de la OFC | Copa de Naciones de la OFC | Copa de Naciones de la OFC | Copa de Naciones de la OFC | Copa de Naciones de la OFC | Copa de Naciones de la OFC | Copa de Naciones de la OFC | Copa de Naciones de la OFC | Copa de Naciones de la OFC | Copa de Naciones de la OFC |
| Año                        | Ronda                      | Pos.                       | J                          | G                          | E                          | P                          | GF                         | GC                         | DG                         |
| -------------------------- | -------------------------- | -------------------------- | -------------------------- | -------------------------- | -------------------------- | -------------------------- | -------------------------- | -------------------------- | -------------------------- |
| 1983                       | No existía la selección    | No existía la selección    | No existía la selección    | No existía la selección    | No existía la selección    | No existía la selección    | No existía la selección    | No existía la selección    | No existía la selección    |
| 1986                       | No existía la selección    | No existía la selección    | No existía la selección    | No existía la selección    | No existía la selección    | No existía la selección    | No existía la selección    | No existía la selección    | No existía la selección    |
| 1989                       | No existía la selección    | No existía la selección    | No existía la selección    | No existía la selección    | No existía la selección    | No existía la selección    | No existía la selección    | No existía la selección    | No existía la selección    |
| 1991                       | No existía la selección    | No existía la selección    | No existía la selección    | No existía la selección    | No existía la selección    | No existía la selección    | No existía la selección    | No existía la selección    | No existía la selección    |
| 1994                       | No existía la selección    | No existía la selección    | No existía la selección    | No existía la selección    | No existía la selección    | No existía la selección    | No existía la selección    | No existía la selección    | No existía la selección    |
| 1998                       | No existía la selección    | No existía la selección    | No existía la selección    | No existía la selección    | No existía la selección    | No existía la selección    | No existía la selección    | No existía la selección    | No existía la selección    |
| 2003                       | No existía la selección    | No existía la selección    | No existía la selección    | No existía la selección    | No existía la selección    | No existía la selección    | No existía la selección    | No existía la selección    | No existía la selección    |
| 2007                       | Tercer lugar               | 3.°                        | 3                          | 0                          | 1                          | 2                          | 1                          | 7                          | -6                         |
| 2010                       | Fase de grupos             | 6.°                        | 3                          | 1                          | 0                          | 2                          | 1                          | 8                          | -7                         |
| 2014                       | Cuarto lugar               | 4.°                        | 3                          | 0                          | 1                          | 2                          | 1                          | 20                         | -19                        |
| 2018                       | Fase de grupos             | 5.°                        | 3                          | 1                          | 0                          | 2                          | 1                          | 23                         | -22                        |
| 2022                       | Cuartos de final           | 5.°                        | 3                          | 0                          | 2                          | 1                          | 4                          | 6                          | -2                         |
| Total                      | 5/12                       | 7.°                        | 15                         | 2                          | 4                          | 9                          | 8                          | 64                         | -56                        |

### Juegos Olímpicos
| Juegos Olímpicos | Juegos Olímpicos        | Juegos Olímpicos        | Juegos Olímpicos        | Juegos Olímpicos        | Juegos Olímpicos        | Juegos Olímpicos        | Juegos Olímpicos        | Juegos Olímpicos        | Juegos Olímpicos        |
| Año              | Ronda                   | Pos.                    | J                       | G                       | E                       | P                       | GF                      | GC                      | DG                      |
| ---------------- | ----------------------- | ----------------------- | ----------------------- | ----------------------- | ----------------------- | ----------------------- | ----------------------- | ----------------------- | ----------------------- |
| 1996             | No existía la selección | No existía la selección | No existía la selección | No existía la selección | No existía la selección | No existía la selección | No existía la selección | No existía la selección | No existía la selección |
| 2000             | No existía la selección | No existía la selección | No existía la selección | No existía la selección | No existía la selección | No existía la selección | No existía la selección | No existía la selección | No existía la selección |
| 2004             | No participó            | No participó            | No participó            | No participó            | No participó            | No participó            | No participó            | No participó            | No participó            |
| 2008             | No clasificó            | No clasificó            | No clasificó            | No clasificó            | No clasificó            | No clasificó            | No clasificó            | No clasificó            | No clasificó            |
| 2012             | No clasificó            | No clasificó            | No clasificó            | No clasificó            | No clasificó            | No clasificó            | No clasificó            | No clasificó            | No clasificó            |
| 2016             | No clasificó            | No clasificó            | No clasificó            | No clasificó            | No clasificó            | No clasificó            | No clasificó            | No clasificó            | No clasificó            |
| 2020             | No clasificó            | No clasificó            | No clasificó            | No clasificó            | No clasificó            | No clasificó            | No clasificó            | No clasificó            | No clasificó            |
| 2024             | No clasificó            | No clasificó            | No clasificó            | No clasificó            | No clasificó            | No clasificó            | No clasificó            | No clasificó            | No clasificó            |
| 2028             | Por disputarse          | Por disputarse          | Por disputarse          | Por disputarse          | Por disputarse          | Por disputarse          | Por disputarse          | Por disputarse          | Por disputarse          |
| Total            | 0/9                     | -                       | -                       | -                       | -                       | -                       | -                       | -                       | -                       |

### Juegos del Pacífico
| Juegos del Pacífico | Juegos del Pacífico | Juegos del Pacífico | Juegos del Pacífico | Juegos del Pacífico | Juegos del Pacífico | Juegos del Pacífico | Juegos del Pacífico | Juegos del Pacífico | Juegos del Pacífico |
| Año                 | Ronda               | Pos.                | J                   | G                   | E                   | P                   | GF                  | GC                  | DG                  |
| ------------------- | ------------------- | ------------------- | ------------------- | ------------------- | ------------------- | ------------------- | ------------------- | ------------------- | ------------------- |
| 2003                | Tercer lugar        | 3.°                 | 6                   | 3                   | 2                   | 1                   | 10                  | 7                   | +3                  |
| 2007                | Subcampeón          | 2.°                 | 5                   | 2                   | 2                   | 1                   | 4                   | 3                   | +1                  |
| 2011                | Cuarto lugar        | 4.°                 | 5                   | 1                   | 1                   | 3                   | 6                   | 6                   | 0                   |
| 2015                | Fase de grupos      | 5.°                 | 3                   | 1                   | 0                   | 2                   | 2                   | 7                   | -5                  |
| 2019                | Fase de grupos      | 5.°                 | 4                   | 2                   | 0                   | 2                   | 16                  | 10                  | +6                  |
| 2023                | Fase de grupos      | 7.°                 | 4                   | 1                   | 1                   | 2                   | 5                   | 7                   | -2                  |
| Total               | 6/6                 | 3.°                 | 27                  | 10                  | 6                   | 11                  | 43                  | 40                  | +3                  |

### Mini Juegos del Pacífico
| Mini Juegos del Pacífico | Mini Juegos del Pacífico | Mini Juegos del Pacífico | Mini Juegos del Pacífico | Mini Juegos del Pacífico | Mini Juegos del Pacífico | Mini Juegos del Pacífico | Mini Juegos del Pacífico | Mini Juegos del Pacífico | Mini Juegos del Pacífico |
| Año                      | Ronda                    | Pos.                     | J                        | G                        | E                        | P                        | GF                       | GC                       | DG                       |
| ------------------------ | ------------------------ | ------------------------ | ------------------------ | ------------------------ | ------------------------ | ------------------------ | ------------------------ | ------------------------ | ------------------------ |
| 2017                     | Tercer lugar             | 3.°                      | 3                        | 1                        | 1                        | 1                        | 5                        | 8                        | -3                       |
| Total                    | 1/1                      | 3.°                      | 3                        | 1                        | 1                        | 1                        | 5                        | 8                        | -3                       |

## Palmarés
- Copa de Naciones de la OFC:
  -  Tercer lugar (1): 2007
  -  Cuarto lugar (1): 2014

- Juegos del Pacífico:
  -  Subcampeón (1): 2007
  -  Tercer lugar (1): 2003
  -  Cuarto lugar (1): 2011

- Mini Juegos del Pacífico:
  -  Tercer lugar (1): 2017